# Chloroclystis lanceolata
Chloroclystis lanceolata är en fjärilsart som beskrevs av Vorbrodt och Müller 1914. Chloroclystis lanceolata ingår i släktet Chloroclystis och familjen mätare. Inga underarter finns listade i Catalogue of Life.